# Коротких, Людмила Михайловна
Людмила Михайловна Коротких (26 июля 1950, с. Князе-Волконское, Хабаровский край — 16 октября 2011, с. Девица, Воронежская область) — российский историк-антиковед, доктор исторических наук, доцент.

## Биография
Родилась в селе Князе-Волконское Хабаровского края. В 1968 году окончила среднюю школу в г. Вележ Смоленской области.
В 1974 году окончила исторический факультет Воронежского государственного университета. Специализировалась на кафедре истории древнего мира у профессора А. И. Немировского.
В 1974—1975 годах работала учителем истории в Никольской средней школе Амурской области.
В 1975—1984 годах — лаборант кафедр истории средних веков, истории СССР досоветского периода.
В 1983 году по научным руководством профессора А. И. Немировского защитила диссертацию на соискание учёной степени кандидата исторических наук по теме «Фокейская колонизация Испании. Эмпорион»
С 1984 года — преподаватель, с 1990 года — доцент кафедры археологии и истории древнего мира. С этого времени и до сентября 2011 г. читала на историческом факультете Воронежского государственного университета курс по истории Древнего Востока. Её лекции по истории Древнего Востока были опубликованы.
В 1992 году основала и возглавила колледж «Номос».

### Семья
Муж — Владимир Умарович Хатуаев (р. 1950), доктор юридических наук (2005), заслуженный юрист России; заведующий кафедрой государственного строительства и права Воронежского филиала Российской академии государственной службы при Президенте Российской Федерации;
- две дочери.

## Научная деятельность
В 2003 году защитила диссертацию на соискание учёной степени доктора исторических наук «Древняя история Пиренейского полуострова: формирование иберийской культуры» .
Автор 3 монографий и более 60 научных работ. Научный редактор сборников «Норция», «Учёные записки» колледжа «Номос». Также, помимо работ по антиковедению, занималась исследованием истории науки об античности в Воронежском университете — в частности, творчеством А. И. Немировского.
Подготовила 2 кандидатов наук: А.А. Семененко и Ю.В. Харченко.